# Alâeddin Halil Mirza Bey
Alâeddin Halil Mirza Bey també anomenat Khalil Beg (? - v. 1348) fou emir o bei de la dinastia dels karamànides. Era fill de Bedreddin Mahmud Bey. Vers el 1328 els karamànides segurament dirigits per Bedreddin I İbrahim Bey de Laranda, van conquerir Beyshehri, antiga capital dels ashràfides (dinastia eliminada pels mongols il-kànides vers el 1326) i el govern de la ciutat fou per Khalil. Vers una data probablement entre 1342 i 1343, amb l'ajut del seu nebot Fahreddin Ahmed Bey governador de Konya, es va apoderar d'Ermenek, on segons diverses fonts governava el seu germà Yahşı Han Bey i segons l'historiador Neshri, un altre germà de nom Sulayman Beg. Yahşı hauria mort en combat i Khalil va passar a governar Beysheri i Ermenek. Va morir en data desconeguda entre 1346 i 1349, probablement prop del 1348. El va succeir el seu nebot Fahreddin Ahmed Bey de Konya, que en heretar Ermenek i Beyshehri ja hauria succeït poc abans al seu pare Bedreddin I İbrahim Bey a Laranda.